# Polnische Streitkräfte

Insignien der fünf Teilstreitkräfte Polens: Heer, Luftwaffe, Marine, Spezialkräfte und Teilzeitstreitkräfte

Hoheitszeichen der polnischen Luftwaffe

Gösch der polnischen Marine

Logo der polnischen Militärverwaltung

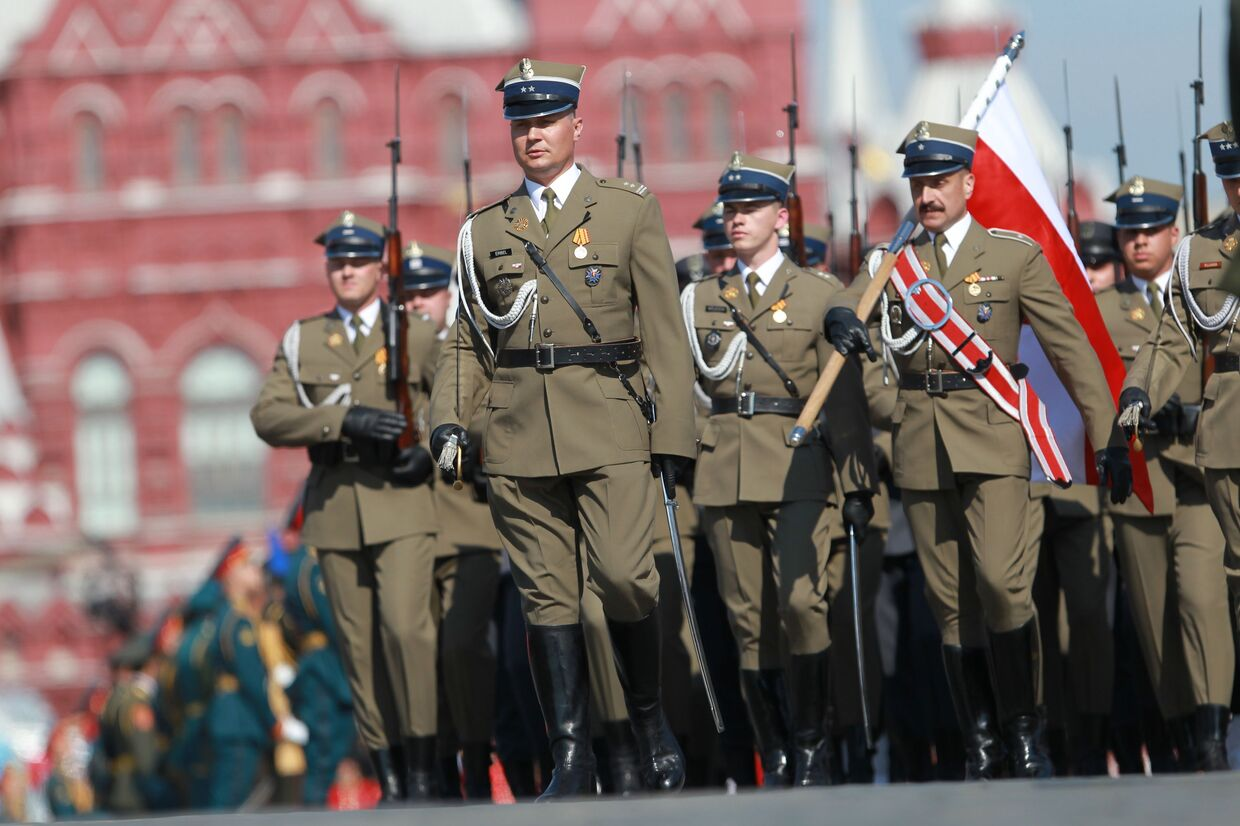
Angehörige des polnischen Ehrenbataillons auf der Siegesparade in Moskau

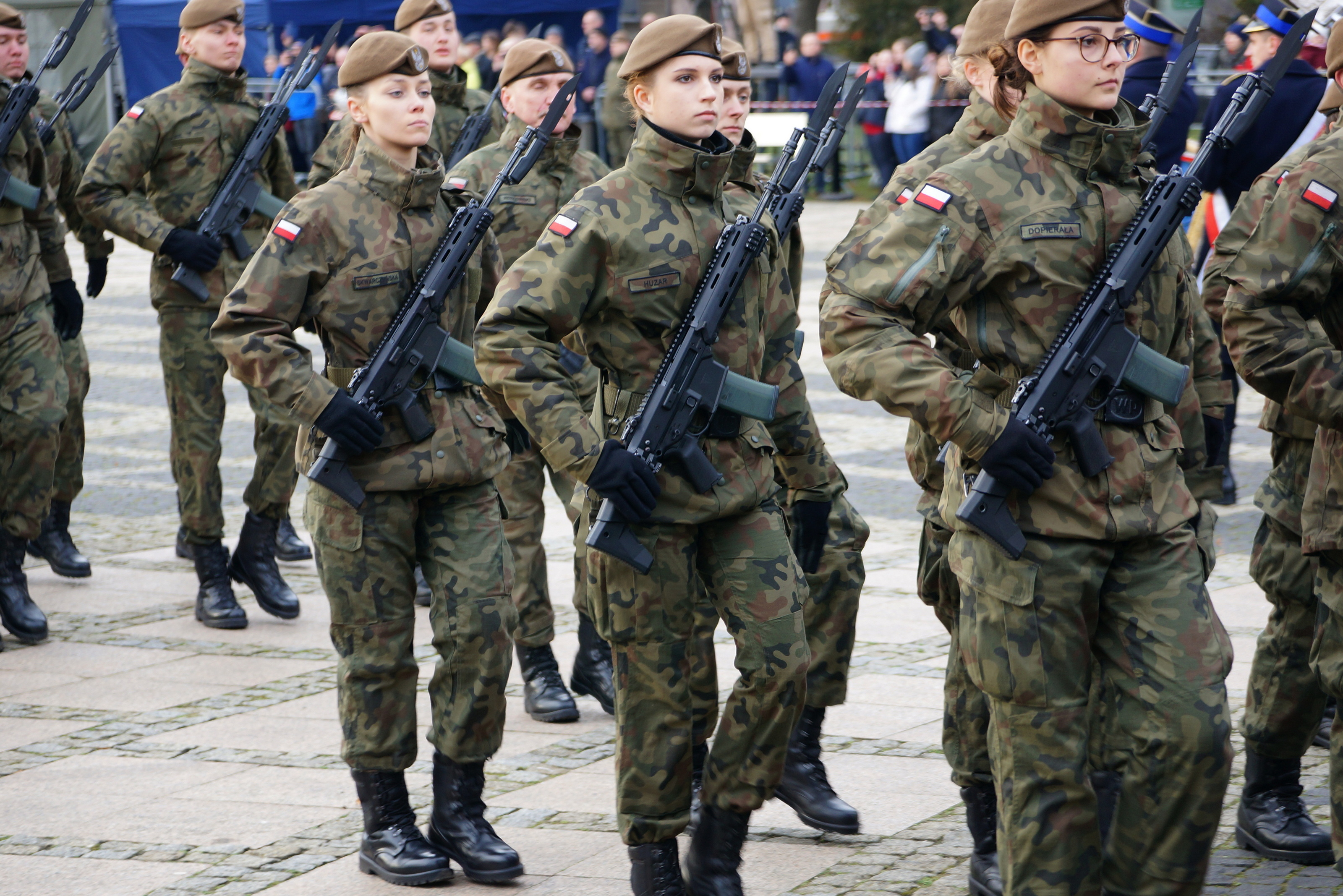
Angehörige der polnischen Armee zur Territorialverteidigung

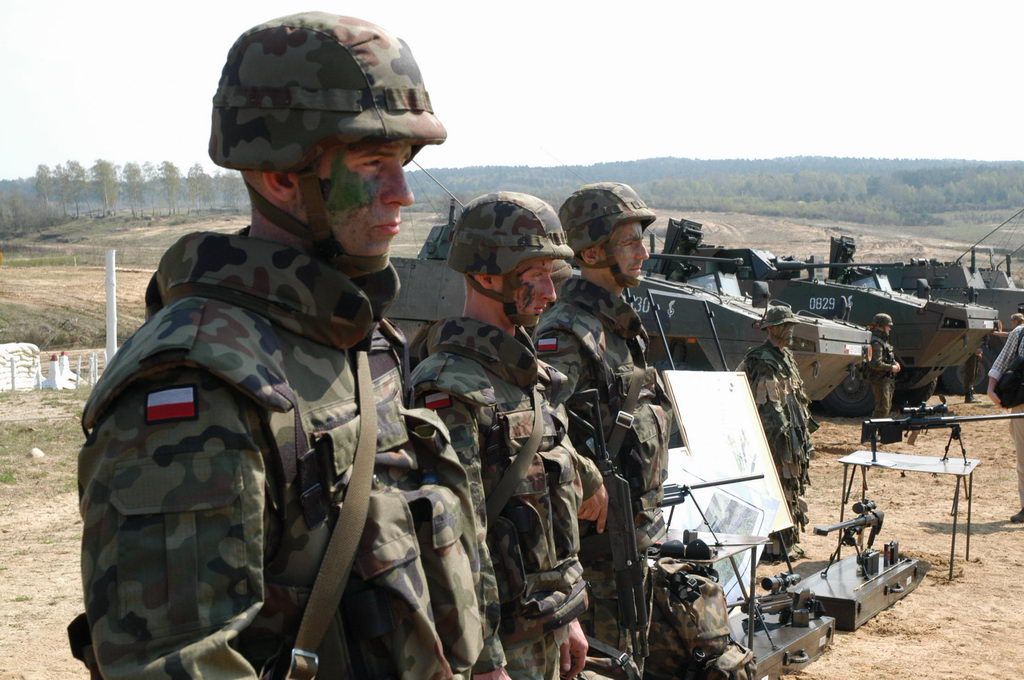
Soldaten der polnischen Streitkräfte in voller Ausrüstung

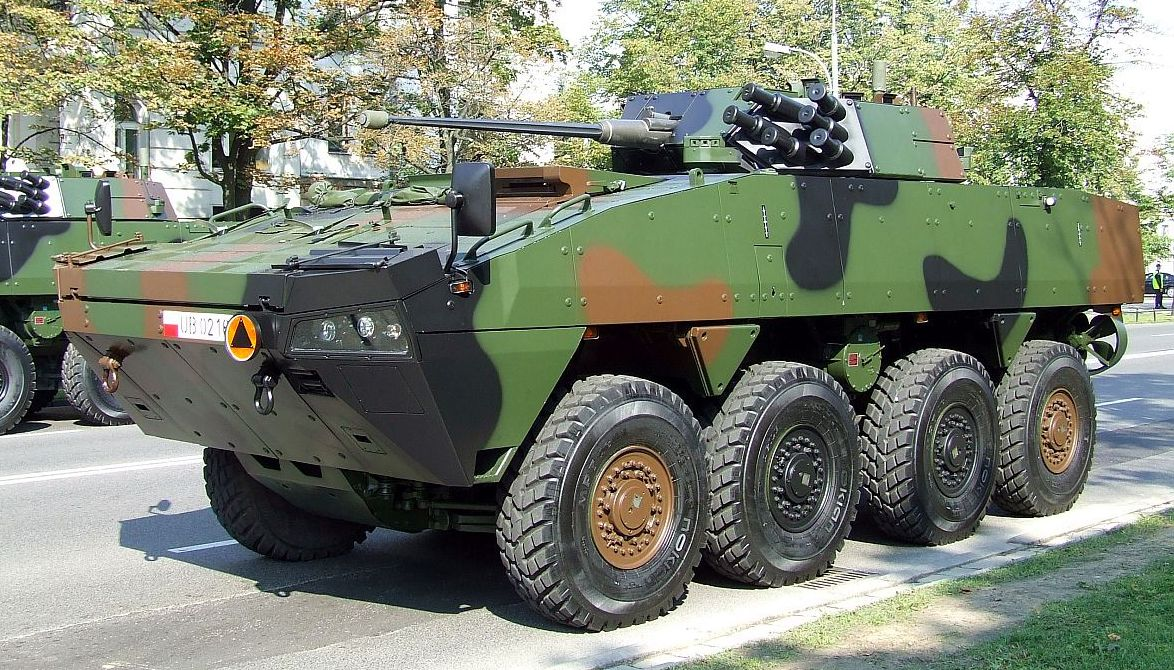
Gepanzertes Radfahrzeug KTO Rosomak (Patria AMV) der polnischen Streitkräfte

Die Polnischen Streitkräfte (polnisch offiziell: Siły Zbrojne Rzeczypospolitej Polskiej, inoffiziell: Wojsko Polskie, abgekürzt WP) sind die Streitkräfte der Republik Polen. In Friedenszeiten unterstehen alle Streitkräfte dem Oberbefehl des Verteidigungsministeriums; im Kriegsfall geht der Oberbefehl an den Staatspräsidenten über. Am 15. August, zu Mariä Himmelfahrt (Feiertag), wird gleichzeitig der „Tag der Polnischen Armee“ (Święto Wojska Polskiego) gefeiert, der an die gewonnene Schlacht bei Warschau im Polnisch-Sowjetischen Krieg von 1920 erinnern soll.
Im Oktober 2021 erklärte die polnische Regierung, sie wolle aufgrund der kritischen internationalen Lage und der geographischen Lage Polens nahe an Russland die Streitkräfte von 110.000 Berufssoldaten auf 250.000 und die Territorialverteidigung von 30.000 auf 50.000 aufstocken.
Die Polnischen Streitkräfte sind seit 2010 eine Berufsarmee und gliedern sich wie folgt:
- Polnisches Heer
- Polnische Marine
- Polnische Luftwaffe
- Polnische Spezialkräfte
- Territorialverteidigung (Freiwilligenmiliz) (WOT) auf Basis der Polnischen Freiwilligenverbände

## Geschichte

### Zweite Polnische Republik
Die moderne polnische Armee entstand 1918 nach der Wiedererlangung der Unabhängigkeit Polens vor allem aus Teilen der Blauen Armee, der Polnischen Wehrmacht und der Polnischen Legionen.
Zu einem der wichtigsten Pfeiler des durch die lange Teilungszeit geschwächten Staates wurde sie zwischen 1919 und 1921 im Polnisch-Sowjetischen Krieg, während dessen die Rote Armee zeitweise weite Teile Polens überrannt hatte und gen Westeuropa strebte. Der Sieg Marschall Józef Piłsudskis über die Bolschewisten während der Kämpfe vor Warschau ging als „Wunder an der Weichsel“ in die Geschichte ein. Beim darauf geschlossenen Friedensvertrag von Riga am 18. März 1921 wurde Polens Ostgrenze festgelegt, die im Vergleich zur Curzon-Linie etwa 250 km weiter östlich lag.
Piłsudski war die prägende Gestalt des polnischen Militärs in der Zwischenkriegszeit. Als Kommandeure wählte er persönliche Vertraute aus. Sein konservatives Kriegsbild führte dazu, dass Waffengattungen wie Artillerie und Luftwaffe beim Auf- und Ausbau der polnischen Streitkräfte eine untergeordnete Rolle spielten. In seinen Strukturen orientierte sich das polnische Militär am Vorbild Österreichs, in dem die meisten Offiziere der neuen Armee gedient hatten. Der polnische Generalstab nahm im November 1918 seine Arbeit auf. Per Dekret vom Januar 1921 legte Piłsudski fest, dass in Friedenszeiten ein Kriegsrat und im Krieg ein Oberster Kriegsrat unter seinem Vorsitz die oberste militärische Befehlsebene sein sollte, ohne parlamentarische Kontrolle. Die militärische Operationsplanung und der Aufbau der Armee wurde in Friedenszeiten dem Militärministerium zugesprochen. Damit waren dem Generalstab die wichtigsten Kompetenzen entzogen, die entsprechende Organe in anderen Ländern hatten.
1923 zog sich Piłsudski nach Auseinandersetzungen mit der Regierung über militärische Fragen aus seinen politischen Funktionen zurück, 1926 riss er im Rahmen des Maiputschs mit Hilfe der Armee die Macht wieder an sich. In der Zeit bis zu seinem Tod 1935 waren Militärreformen eines seiner zentralen politischen Tätigkeitsfelder. Piłsudski übernahm das Amt des Generalinspekteurs, das schnell zur Funktion eines militärischen Alleinentscheiders ausgebaut wurde. Dies war aber nur ein Aspekt seiner Machtfülle als autoritärer Herrscher Polens. In der Planung eines möglichen Krieges ging er von der Sowjetunion als Hauptgegner aus. Ein Krieg gegen Deutschland wurde als möglich, jedoch als nicht wahrscheinlich erachtet. In jedem Fall sollte Polen defensiv agieren und eindringenden Feind durch Bewegung von Infanterie und Kavallerie ausmanövrieren.
Einen Tag nach Piłsudskis Tod im Mai 1935 übernahm Edward Rydz-Śmigły das Amt des Generalinspekteurs. Nachdem das nationalsozialistische Deutschland 1935 offiziell den Bruch des Versailler Vertrags verkündet hatte, änderte sich die geostrategische Situation Plens schlagartig. Rydz-Śmigły hielt aber an dem Szenario der Sowjetunion als Hauptbedrohung fest und ging davon aus, dass Deutschland im Kriegsfall zugleich mit Frankreich kämpfen müsse und daher nur eine schwache Offensive gegen Polen würde ausführen können. Auf Initiative des Generalstabs wurden von 1936 an Pläne zur Modernisierung des Militärs und zu einer stärkeren Ausrichtung gegen Deutschland entwickelt. Dieser Prozess war beim Angriff der Deutschen aber noch im Gang.

### Zweiter Weltkrieg
Der deutsche Überfall auf Polen am 1. September 1939 und die sowjetische Besetzung Ostpolens am 17. September 1939 fügte der polnischen Armee erhebliche Verluste zu. Trotz zehntausender Toter, Verwundeter und Gefangener sowie dem Zusammenbruch der Fronten kam es während des Zweiten Weltkrieges nie zur formalen Kapitulation der polnischen Streitkräfte.
- Zur Organisation der Streitkräfte unmittelbar vor Kriegsbeginn siehe den Artikel Polnisches Heer vor dem Zweiten Weltkrieg.

Bereits im September 1939 wurde in Frankreich begonnen, nicht zuletzt aus den Soldaten der polnischen Streitkräfte, die über Rumänien nach Frankreich fliehen konnten, die Polnischen Streitkräfte im Westen zu bilden. Sie bestanden schließlich aus dem 1. und dem 2. Polnischen Korps, der Polnischen Kriegsmarine und der Polnischen Luftwaffe. Diese hatten zunächst nur sehr wenig Material und waren auf Ausrüstung und Versorgung durch die Alliierten (vor allem die Briten) angewiesen. In Großbritannien wurde mit der Dywizjon 303 auch eine sehr erfolgreiche Luftwaffeneinheit aufgestellt. Nach der Niederlage Frankreichs im Juni 1940 beschloss das polnische Oberkommando des Heeres in Schottland, die polnischen Streitkräfte neu zu formieren. Die Neuorganisation der polnischen Kräfte erfolgte in improvisierten Militärlagern in Biggar, Douglas und Crawford. 
Die polnischen Streitkräfte kämpften auf den Seiten der Alliierten meist im Verbund mit britischen Streitkräften in vielen Schlachten des Zweiten Weltkrieges wie beispielsweise der Schlacht um Narvik, der Luftschlacht um England, der Ersten Schlacht um Tobruk, der Operation Market Garden, der Schlacht um Monte Cassino, der Schlacht um Caen, dem Kessel von Falaise, der Schlacht um Breda und der Schlacht um Berlin. Die polnischen Soldaten stellten damit die siebtgrößte Armee der Alliierten.
Am 21. Juli 1944 wurde die Armia Ludowa in die Polnischen Streitkräfte in der Sowjetunion integriert und in Polnische Volksarmee umbenannt. Unter dem gleichen Namen (polnisch offiziell Siły Zbrojne Polskiej Rzeczpospolitej Ludowej) wurden auch die Streitkräfte der Volksrepublik Polen geführt. Diese wurden insbesondere in den Anfangsjahren durch zahlreiche Offiziere der Roten Armee gesteuert. Von 1948 an bestand das Offizierskorps mehrheitlich aus Polen. Zu diesem Zeitpunkt waren aber immer noch 1680 sowjetische Offiziere vorhanden. Im November 1949 wurde der in Polen geborene sowjetische Marschall Konstantin Rokossowski Verteidigungsminister. Es schloss sich eine bis 1954 dauernde Säuberungswelle an, in der 9000 vor allem ehemals unter den Westalliierten kämpfende Offiziere entlassen wurden. Daraufhin wurden weitere 35 sowjetische Generäle und 230 Oberste eingestellt. Diese enge Einbindung sowjetischen Personals war einzigartig in den Ostblockstaaten. In anderen Armeen beschränkten sich sowjetische Offiziere meist auf Beraterposten. Die polnischen Streitkräfte vergrößerten sich insgesamt von 170.000 Mann im Jahr 1949 auf rund 400.000 im Jahr 1953.

### Volksrepublik Polen
Nach dem Zweiten Weltkrieg wurde die Volksrepublik Polen Mitglied im Warschauer Pakt. Ab 1960 besaß Polen zudem 200 Atomwaffen und 70 Startvorrichtungen, die von der Sowjetunion übergeben wurden. Ende der 1960er Jahre wurden die Waffen an die Sowjetunion zurückgegeben und die Rote Armee stationierte ihre eigenen Atomwaffen in Polen.
In der Nacht vom 12. auf den 13. Dezember 1981 übernahmen das Militär und Sicherheitsorgane die Macht in Polen; General Wojciech Jaruzelski verkündete in einer Fernsehansprache die Verhängung des Kriegszustandes, der bis 1983 anhielt. Jaruzelski war in den Folgejahren Staatsratsvorsitzender und war gleichzeitig der Erste Sekretär der PVAP und der Oberbefehlshaber des Heeres im Rang eines „Generals der Armee“. Mit der politischen Wende wurde  die Solidarność am 5. April 1989 wieder zugelassen. Die ersten teilweise freien Wahlen im Ostblock am 4. Juni 1989 mit dem deutlichen Sieg der Solidarność-Bewegung, die Regierungsbildung von Tadeusz Mazowiecki am 24. August 1989, die Wiedereinführung des früheren Staatsnamens Rzeczpospolita Polska bis hin zu den ersten freien Parlamentswahlen 1991 werden als Beginn der Dritten Republik angesehen.

### Dritte Polnische Republik
Der Warschauer Pakt wurde am 1. Juli 1991 offiziell aufgelöst, die in Polen stationierten sowjetischen Truppen wurden abgezogen. Die Polnische Volksarmee wurde in die Polnischen Streitkräfte (polnisch offiziell Siły Zbrojne Rzeczypospolitej Polskiej, inoffiziell Wojsko Polskie) überführt. Im März 1999 trat Polen schließlich der NATO bei, nachdem es seit 1994 in deren Partnerschaftsprogramm für den Frieden mitgearbeitet hatte. Neben den regulären Streitkräften gibt es große paramilitärische Einheiten, wie etwa die Grenztruppen oder die Militärgendarmerie. 1997 leitete die Regierung ein umfassendes Modernisierungsprogramm für die Streitkräfte ein.
Polen zog im Dezember 2008 das letzte Mal Wehrpflichtige ein. Seit August 2010 sind die polnischen Streitkräfte eine reine Berufsarmee.
Am 14. Juni 2009 – während eines Treffens der EU-Verteidigungsminister – vereinbarte man die Gründung einer Litauisch-Polnisch-Ukrainischen Brigade.
In Folge der Krise in der Ukraine 2014 kündigte Polen eine Modernisierung seiner Streitkräfte und eine Aufrüstung an. Der Verteidigungsetat sollte bis 2016 um rund 190 Millionen Euro auf zwei Prozent des Bruttosozialproduktes erhöht werden, die zusätzlichen Mittel sollen unter anderem in die Modernisierung des Luftabwehrsystems und in die Anschaffung neuer Kampfhubschrauber fließen. Unter anderem ist geplant, Kampfflugzeuge vom Typ F-16 mit neuen Luft-Boden-Raketen vom Typ AGM-158 auszustatten. Ein 2012 beschlossener Plan zur Modernisierung der Verteidigung soll entsprechend beschleunigt werden.
Im Oktober 2021 sagte Vize-Präsident Jarosław Kaczyński (PiS), eine „radikale Stärkung der Streitkräfte“ sei nötig, weil das Land „hybriden Attacken“ ausgesetzt sei und Russland „imperiale Ambitionen“ habe. Verteidigungsminister Mariusz Blaszczak stellte den „Plan zur Verteidigung des Vaterlandes“ vor, dessen Ziel es ist, die Truppenstärke auf mindestens 250.000 Berufssoldaten und 50.000 Angehörigen der freiwilligen Truppen zur Territorialverteidigung (WOT) zu steigern. Dies würde mehr als eine Verdoppelung bedeuten.
Dieses Ende März 2022 vom Sejm einstimmig beschlossene „Gesetz zur Verteidigung des Vaterlandes“ (Ustawa o obronie ojczyzny) sieht auch die Einrichtung eines militärischen Sonderfonds (Funduszu Wsparcia Sił Zbrojnych) vor. Neben dem regulären Budget für 2023 von rund 18 Milliarden $ (3 % des BIP) sollen damit weitere 10 Milliarden $ zur Verfügung gestellt werden. Der Fonds speist sich aus den Gewinnen der polnischen Zentralbank und gesonderten Staatsanleihen. Im Juli 2022 bestellte Polen in Südkorea rund tausend K2-Kampfpanzer, 650 K9-Haubitzen, 48 FA-50 Kampfflugzeuge. Die Aufträge haben insgesamt ein Volumen von fast 9 Milliarden US-Dollar.
Bereits im April 2022 hatte Polen Kaufverträge über rund 250 Kampfpanzer des Typs M1 Abrams, 26 Bergepanzer Typ M88A2 HERCULES und 17 Brückenlegepanzer Typ M104 Wolverine abgeschlossen.  Damit einher ging eine Schulreform, die Schießunterricht ab der 8. Klasse fest im Lehrplan integriert.
Im Oktober 2022 erklärte Präsident Duda gegenüber der Gazeta Polska, er habe mit der Regierung Biden die Möglichkeit besprochen, „sich dem Programm der nuklearen Teilhabe anzuschließen“. Seitens der USA wurde jedoch verneint, dass solche Pläne bestünden.
Am 28. Februar 2023 unterschrieb Verteidigungsminister Mariusz Błaszczak die Bestellung von mehr als tausend schwimmfähigen Borsuk-Schützenpanzern und hunderten Begleitfahrzeugen bei Huta Stalowa Wola in Südostpolen. Die ersten vier sollen 2023 ausgeliefert werden.

### Auslandseinsätze
- Afghanistan: ISAF 2600 Soldaten (siehe auch Polnische Beteiligung am Krieg in Afghanistan)
- Bosnien: EUFOR 205 Soldaten
- Irak
- Kosovo: KFOR 320 Soldaten

Insgesamt starben bei Auslandseinsätzen der polnischen Streitkräfte seit dem Ende des Zweiten Weltkrieges bis zum Februar 2009 79 Soldaten.

## Organisation und Struktur
- Heer (Wojska Lądowe)
- Kriegsmarine (Marynarka Wojenna)
- Luftstreitkräfte (Siły Powietrzne)
- Spezialkräfte (Wojska Specjalne)

Die Polnische Regierung unter der PiS stellte 2016 eine neue Teilstreitkraft auf. Die Armee zur Territorialverteidigung (Wojska Obrony Terytorialnej, WOT) als Freiwilligenarmee auf. Sie rekrutiert sich aus patriotischen Polen mit und ohne Militärlaufbahn, die im Rotationssystem einmal monatlich zu Ausbildung und Training erscheinen und außerhalb dieser Zeit ihren Aufenthaltsort melden. Die Bataillone sollen so schnell zur Landesverteidigung mobilisiert werden können.
Des Weiteren gibt es die Polnische Militärpolizei (Żandarmeria Wojskowa) und seit 2010 die Nationalen Reservekräfte (Narodowe Siły Rezerwowe) als eigenständige Teile der polnischen Streitkräfte.

## Truppenstärke und Ausrüstung
Im Februar 2022 hatten die Polnischen Streitkräfte eine Gesamtstärke von 115.500 Personen:
- Truppenstärke (115.500)
  - Heer: 53.939
  - Marine: 6.950
  - Luftwaffe: 17.182
  - Territoriale Verteidigungskräfte: 35.957
  - Sonstige: 32.939

Aktuell werden zwischen 2,2 % und 3 % des Bruttoinlandproduktes in die polnischen Streitkräfte investiert um die Truppengröße langfristig auf 300.000 zu erhöhen.